# Летючий голландець (фільм, 1990)
«Летючий голландець» (рос. «Летучий голландец») — український радянський художній фільм 1990 року режисера Віктора Кузнєцова.

## Сюжет
Канати, які утримували колишній корабель, а нині ресторан на воді з символічною назвою «Летючий голландець», обрубані п'яним жителем приморського міста, якого не пустили на борт…

## У ролях
- Володимир Кашпур
- Анатолій Кузнєцов
- Сергій Сазонтьєв
- Георгій Мартиросян
- Валентина Тализіна
- Ірина Розанова
- Микола Аверюшкін
- Віктор Борцов
- Людмила Зайцева

## Творча група
- Сценарій: Володимир Вардунас
- Режисер: Віктор Кузнєцов
- Оператор: Віктор Шейнін
- Композитор: